# Takayuki Inubushi
Takayuki Inubushi (japanisch 犬伏 孝行 Inubushi Takayuki; * 11. August 1972 in der Präfektur Tokushima) ist ein ehemaliger japanischer Langstreckenläufer. Er lief 1999 die bis dahin sechstschnellste Zeit eines Marathonläufers aller Zeiten und nahm 2000 an den Olympischen Spielen teil.

## Sportliche Karriere
Inubushi belegte in seiner Jugend Platz 6 bei den japanischen Mittelschulmeisterschaften über 1500 m, sein bestes Resultat bei den Oberschulmeisterschaften war Rang 17 über 5000 m. Nach seinem Schulabschluss trat er 1991 dem Firmenteam des Pharmazieunternehmens Otsuka Pharma bei. 1992 wurde er beim Halbmarathon im Rahmen des Beppu-Oita-Marathons Dritter in 1:03:23 h. Weniger erfolgreich verlief sein Marathondebüt beim Biwa-See-Marathon 1995, bei dem er den 59. Platz in 2:25:16 h belegte. Trotz zwischenzeitlicher Bestzeiten über 5000 m (13:46,74 min) und 10.000 m (28:40,87 min) waren auch seine nächsten zwei Versuche über diese Distanz nicht von Erfolg geprägt, 1995 und 1997 stieg er jeweils beim Fukuoka-Marathon aus.
1998 belegte er bei den 30 km von Ome in 1:33:41 h Platz 3 und brachte dann beim Boston-Marathon 1998 als Zehnter in 2:13:15 h erstmals einen schnelleren Marathon ins Ziel. Im Folgejahr passierte er beim Tokyo International Men’s Marathon mit der Spitzengruppe die Halbmarathonmarke in 1:03:21 h, erlitt auf der zweiten Hälfte aber einen Einbruch und wurde in 2:12:20 h Siebter. Der Durchbruch gelang ihm schließlich beim Berlin-Marathon 1999, als er nach 21,0975 km in 1:03:45 h diesmal auf der zweiten Hälfte sogar beschleunigen konnte und dreizehn Sekunden hinter Sieger Josephat Kiprono nach 2:06:57 h auf Platz 2 einkam. Damit lief er den zu diesem Zeitpunkt sechstschnellsten Marathon aller Zeiten und verbesserte den 13 Jahre alten Nationalrekord von Taisuke Kodama um 38 Sekunden. Zwei Monate später war der Teil des siegreichen japanischen Teams beim International Chiba Ekiden.
Im Februar 2000 war er in Tokyo als Vierter nach 2:08:16 h erneut in einem ähnlichen Leistungsbereich über die Marathondistanz unterwegs und wurde daraufhin für die Olympischen Spiele in Sydney nominiert. Dort konnte er jedoch nicht in den Medaillenkampf eingreifen, sondern stieg dehydriert aus dem Rennen aus.
In den nächsten Jahren kam Inubushi verletzungsgeplagt nicht mehr an seine alte Leistungsstärke heran. Beim London-Marathon 2001 wurde er in 2:11:42 h noch einmal Siebter und 2004 landete er beim Tokyo International Men’s Marathon in 2:17:33 h auf Platz 23. 2005 stand er beim Paris-Marathon letztmals an einer Marathonstartlinie, konnte das Rennen aber nicht beenden.
Nach seinem Karriereende begann Inubushi als Trainer bei Otsuka Pharma zu arbeiten. Seit 2014 ist er dort Cheftrainer des Männerteams, Direktor des Gesamtclubs und des Frauenteams ist Tadasu Kawano – 1982 Sieger bei den Asienspielen über 3000 m Hindernis –, unter dem bereits Inubushi seit Eintritt in das Team 1991 trainierte.

## Persönliche Bestzeiten
- 5000 Meter: 13:46,74 min, 1. Oktober 1995 in Toyama
- 10.000 Meter: 28:26,98 min, 28. November 2000 in Hachioji
- Halbmarathon: 1:02:47 h, 25. Januar 1998 in Tokio
- Marathon: 2:06:57 h, 26. September 1999 in Berlin